# Добромыслинский сельсовет
Добромыслинский сельсовет — административная единица на территории Лиозненского района Витебской области Республики Беларусь.

## Состав
Добромыслинский сельсовет включает 25 населённых пунктов:
- Артемово — деревня.
- Бондоры — деревня.
- Барсеево — деревня.
- Белый Бор — деревня.
- Бураково — деревня.
- Вишняк — деревня.
- Выходцы — деревня.
- Горбово - 1 — деревня.
- Горбово - 2 — деревня.
- Горелики — деревня.
- Добромысли — агрогородок.
- Жаденово — деревня.
- Зачерня — деревня.
- Зубаки — деревня.
- Лындино — деревня.
- Мальково — деревня.
- Остров — деревня.
- Парихи — деревня.
- Перемонт — деревня.
- Розумово — деревня.
- Рублево — деревня.
- Село — деревня.
- Ситно — деревня.
- Слободище — деревня.
- Старь — деревня.

Упразднённые населенные пункты на территории сельсовета:
- Желудово — деревня.
- Тиханово — деревня.